# Lucas Calabrese
Lucas Calabrese (Florida (Buenos Aires), 12 december 1986) is een Argentijns zeiler. Hij vertegenwoordigde Argentinië op de Olympische Zomerspelen 2012, waar hij een bronzen medaille won.
Calabrese nam in 2012 een eerste keer deel aan de Olympische zomerspelen. In de klasse tweepersoonsjol (470) won hij aan de zijde van Juan de la Fuente de bronzen medaille. 

## Palmares
470
- 2005: 39e WK
- 2009: 9e WK
- 2010: 11e WK
- 2011: 20e WK
- 2012: 5e WK
- 2012:  OS Londen